# نادي دوبرافكا براتيسلافا
نادي دوبرافكا براتيسلافا هو نادي كرة قدم في سلوفاكيا. يقع مقره في دوبرافكا. تأسس في سنة 1946. تبلغ سعة ملعبه 10500 متفرج. ويشارك ملعبه مع إنتر براتيسلافا.